# Celestino Rocha da Costa
Celestino Rocha da Costa, né le 25 septembre 1938 dans le Sao Tomé-et-Principe portugais et mort le 23 décembre 2010 à Lisbonne, est un homme politique santoméen, membre du Mouvement pour la libération de Sao Tomé-et-Principe – Parti social-démocrate. Il est notamment Premier ministre du 8 janvier 1988 au 7 février 1991. Il est ministre de la Justice de 1978 à 1984.